# José de Moraleda y Montero
José Manuel de Moraleda y Montero (Pasajes San Pedro, 1750-Callao, Virreinato del Perú, 1810) fue un navegante y cartógrafo español, que destacó en el estudio de los canales patagónicos y chilotes durante las últimas décadas del siglo XVIII.

## Biografía
Nació en 1750 en la localidad de Pasajes San Pedro en el actual País Vasco español, hijo del piloto Manuel de Moraleda, y por tanto en el seno de una familia relacionada con las actividades marítimas. A temprana edad se traslada a cursar estudios de pilotaje en la Real Escuela de Navegación de Cádiz, para posteriormente iniciar funciones como piloto naval en las costas americanas. En 1804 fue nombrado teniente de navío, el mayor grado de su carrera.
Fallece en 1810 en Callao, por entonces parte del Virreinato del Perú, a la edad de 60 años.

## Obras
Como navegante, Moraleda dejó una serie de diarios de navegación, donde junto a derroteros y mapas, también se realizan comentarios de índole etnográfico sobre las poblaciones y fortificaciones que visitaba. Estos diarios son:
- Viage al puerto del Callao o de Lima, en la urca afragatada del Rey, del porte de 40 cañones, nombrada Nuestra Señora de Monserrat, año de 1772.
- Viage de reconocimiento de las Yslas de Chiloé. Año de 1786, que relata sus comisiones en el archipiélago entre 1786 y 1790.
- Diario de la navegación desde el puerto de Callao de Lima al de San Carlos de Chiloé y de este al reconocimiento del Archipiélago de los Chonos y costa occidental patagónica comprendida entre los 41 y 46 grados de latitud meridional. Entre los años 1792 y 1796.
- Diarios de los viages desde el puerto del Callao a los de Guayaquil y Panamá, y de estos al reconocimiento y demarcación de las costas de Veragua, Rica, Nicaragua y Guatemala, entre 1803 y 1804 en la costa de América Central.

Parte de estos trabajos fueron editados por Diego Barros Arana en 1888 bajo el nombre de Esploraciones jeográficas e hidrográficas de José de Moraleda i Montero. Entre 1887 y 1888 también fueron editados en dos volúmenes por Francisco Vidal Gormaz en los anuarios hidrográficos de la Marina de Chile.

## Memoria

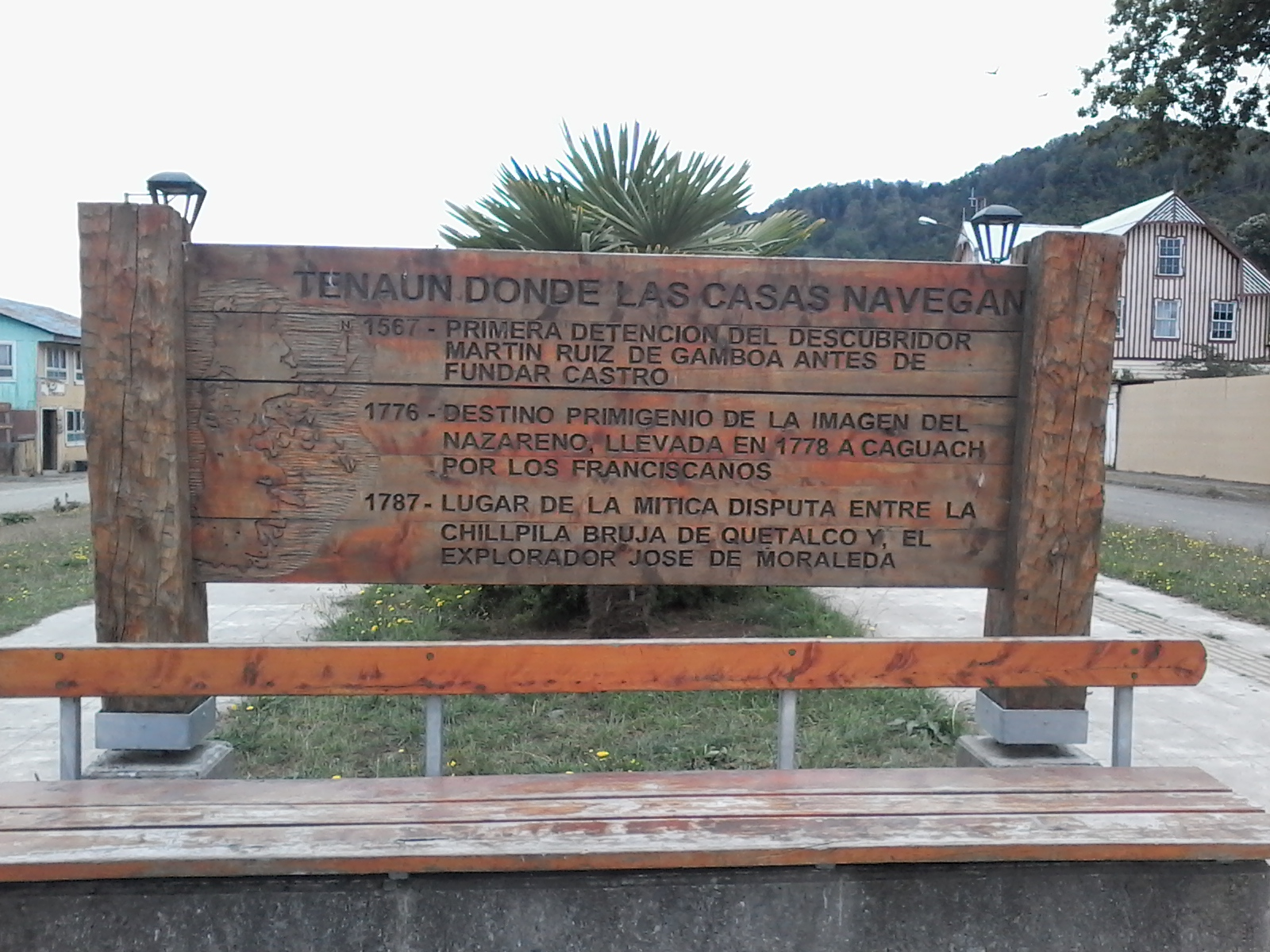
Cartel con hitos históricos del pueblo de Tenaún en que se menciona a la bruja Chillpilla y a José de Moraleda.

El canal Moraleda en la Región de Aysén, Chile, recibe su nombre a partir de los trabajos de José de Moraleda a finales del siglo XVIII. Por su parte, el célebre navegante italiano Alejandro Malaspina, en extensa carta enviada al ministro del Interior Antonio Valdés aplaude los trabajos de Moraleda, así como sus virtudes profesionales en el mar del sur.
En 1990 se publicó en Madrid el libro El viaje a Chiloé de José de Moraleda (1787-1790) de Hugo O’Donell. Veinte años más tarde, una publicación del Untzi Museoa-Museo Naval de San Sebastián incluyó el ensayo Moraleda, explorador del Pacífico insular. Junto a esto, han aparecido diversas reediciones modernas de sus diarios de navegación, junto a trabajos cartográficos que agrupan sus mapas.

### Mitología
En la tradición oral del archipiélago de Chiloé, a Moraleda se le atribuyen características míticas por una supuesta competencia de magia con la hechicera huilliche Chillpila, donde esta habría hecho encallar el buque del navegante, y a cambio habría recibido de él un libro de hechicería europea. Si bien en los relatos de Moraleda este enfrentamiento no existe como tal, sí se señala que los brujos locales lo consideraban «más machi, adivino o brujo que todos ellos». A este encuentro mítico, que habría ocurrido en 1786, trazaría posteriormente su origen la sociedad secreta huilliche de La Mayoría o Recta Provincia.